# ORANGE RANGE ラジオ〜コンタクト
『ORANGE RANGE ラジオ〜コンタクト』（オレンジレンジ ラジオコンタクト）は、ORANGE RANGEのHIROKIとNAOTOがパーソナリティーを務めたラジオ番組である。全国のJFNC系列30局で放送されている。略称は『ラジコン』。放送基準日は木曜日。

## 概要
2004年4月放送開始。放送開始1ヶ月前に「ミチシルベ〜a road home〜」のオリコンチャート初登場1位獲得など、グループ名が全国に知れ渡り知名度が上がりつつある時期に始まった番組のためか、開始当初からネット局が20局を超えていた。現在もJFNのホームページのアクセスランキングが上位であり、ネット局が多いJFNの人気番組になっている。
2006年からは、ゲストアーティストを頻繁に呼ぶようになった。
ORANGE RANGEのメンバーがゲスト出演するときは、この番組の放送作家を担当している田澤も一緒に出演することが多い。リスナーから「こんばんは、田澤さん」というメールが来たこともあった。
リスナーのことを「お豆さん」と呼んでいる。特に意味はないが、ただ「リスナー」と呼ぶのがつまらないから らしい。
また、2006年4月からは短縮バージョンを放送している局の降りコメントが、放送開始時から使用していたものから新しく録り直されたものに変わっている。これはTOKYO FMでのネット開始に伴うものだとされる。
2009年以降は、同じORANGE RANGEのYAMATOがゲスト出演することが多い。
2014年4月、第523回目の放送をもって当番組は終了した。

## コーナー
- ラジコン検定
- 略してヨゼミ
- world world world川柳
- 実録!ニャンニャンおじさん24時
- おしえてペアレンツ！
- 挨拶を考えよう！
- Go!! Go!! フラれ隊!!
- 写っちゃたんデス
- 一発ギャグ・オブ・ジョイトイ
- チャンプル19BOX
- 受験生応援企画 NAOTO大明神の選曲神社(受験期間のみ。内容はチャンプル19BOXとほぼ同じ。）
- ぶつかり稽古
- ホニャららとかけまして夏

## ネット局
2010年1月現在で、JFN加盟38局のうち全国30局がネットしている。短縮バージョンの局では25分番組として放送している。
| 放送対象地域   | 放送局            | 放送曜日 | 放送時間    | 備考                   |
| -------------- | ----------------- | -------- | ----------- | ---------------------- |
| 青森県         | FM青森            | 月曜日   | 20:30-20:55 | 短縮バージョン         |
| 岩手県         | FM岩手            | 水曜日   | 21:00-21:30 |                        |
| 秋田県         | AFM               | 金曜日   | 21:00-21:30 |                        |
| 山形県         | Boy FM            | 日曜日   | 24:00-24:30 |                        |
| 福島県         | ふくしまFM        | 水曜日   | 20:00-20:30 |                        |
| 栃木県         | RADIO BERRY       | 月曜日   | 20:00-20:30 |                        |
| 群馬県         | FMぐんま          | 金曜日   | 20:00-20:30 |                        |
| 長野県         | FM長野            | 木曜日   | 20:00-20:30 |                        |
| 新潟県         | FM-NIIGATA        | 木曜日   | 11:30-11:55 | 短縮バージョン         |
| 新潟県         | FM-NIIGATA        | 月曜日   | 19:00-19:30 | 再放送                 |
| 静岡県         | K-MIX             | 土曜日   | 25:30-26:00 |                        |
| 愛知県         | FM AICHI          | 土曜日   | 22:00-22:30 |                        |
| 岐阜県         | Radio80           | 日曜日   | 24:30-25:00 |                        |
| 三重県         | radio CUBE FM三重 | 金曜日   | 20:00-20:30 |                        |
| 富山県         | FMとやま          | 木曜日   | 21:00-21:30 |                        |
| 福井県         | FM福井            | 月曜日   | 20:00-20:30 |                        |
| 滋賀県         | e-radio           | 日曜日   | 18:30-18:55 | 短縮バージョン         |
| 大阪府         | FM OSAKA          | 月曜日   | 05:00-05:30 |                        |
| 島根県・鳥取県 | V-air             | 木曜日   | 20:00-20:30 |                        |
| 岡山県         | FM岡山            | 土曜日   | 18:00-18:30 |                        |
| 山口県         | FMY               | 土曜日   | 18:30-19:00 |                        |
| 徳島県         | FM徳島            | 日曜日   | 18:30-19:00 |                        |
| 香川県         | FM香川            | 土曜日   | 21:00-21:30 |                        |
| 高知県         | Hi-six            | 水曜日   | 21:00-21:30 |                        |
| 佐賀県         | FMS               | 火曜日   | 21:00-21:30 |                        |
| 熊本県         | FMK               | 日曜日   | 24:00-24:30 |                        |
| 大分県         | Air-Radio FM88    | 水曜日   | 21:30-21:55 | 短縮バージョン         |
| 宮崎県         | JOY FM            | 水曜日   | 21:00-21:30 |                        |
| 沖縄県         | FM沖縄            | 日曜日   | 21:30-22:00 | スポンサー付きで放送。 |

### ネット終了局
| 放送対象地域 | 放送局     | 放送曜日 | 放送時間    | 備考                                        |
| ------------ | ---------- | -------- | ----------- | ------------------------------------------- |
| 東京都       | TOKYO FM   | 月曜日   | 21:00-21:25 | 短縮バージョン                              |
| 石川県       | HELLO FIVE | 木曜日   | 21:00-21:30 |                                             |
| 大阪府       | FM OSAKA   | 月曜日   | 21:00-21:25 | 短縮バージョン                              |
| 広島県       | HFM        | 土曜日   | 20:00-20:30 | 2013年4月末で自社制作番組設定のため打ち切り |